# 시노사우롭테릭스
시노사우롭테릭스(Sinosauropteryx)는 중생대 백악기 전기 (약 1억3000만 년 전~1억 2500만 년 전)에 서식했던 깃털 공룡이다. 학명은 '중국의 도마뱀 날개'라고 하는 의미를 갖는다. 몸 전체 길이는 약 1m정도로 비교적 소형이다. 1996년 중국 동북부 지역의 랴오닝성 부근 채석장에서 처음 화석이 발견되었다. 작은 동물이나 곤충을 잡아 먹는 등 식성은 육식이었다.
처음에는 이 공룡의 등을 따라 깃털이 나 있었다고 생각했지만 자세히 연구한 결과 지금은 이 동물이 실제로 깃털 같은 구조를 가졌던 것으로 보고 있다. 그런데 이렇게 합의를 보게 된 이유는 각각 다르다. 이 동물의 깃털 같은 구조가 움직이는 데 이용되었다고 보는 의견이 있는가 하면 새의 깃털로 진화하는 초기 단계에 해당하는 원시 깃털이라는 의견도 있다.
시노사우롭테릭스는 중국의 깃털공룡 중 하나이다. 뼈대의 특징을 근거로 이것이 가장 원시적인 토엘로사우루스의 공룡 중 하나라고 보는 의견도 있다. 시노사우롭테릭스의 깃털 같은 원시 깃털은 속이 텅 빈 가느다란 필라멘트로 덮여 있었던 것으로 보인다.

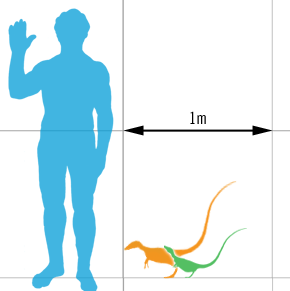
사람과의 크기비교
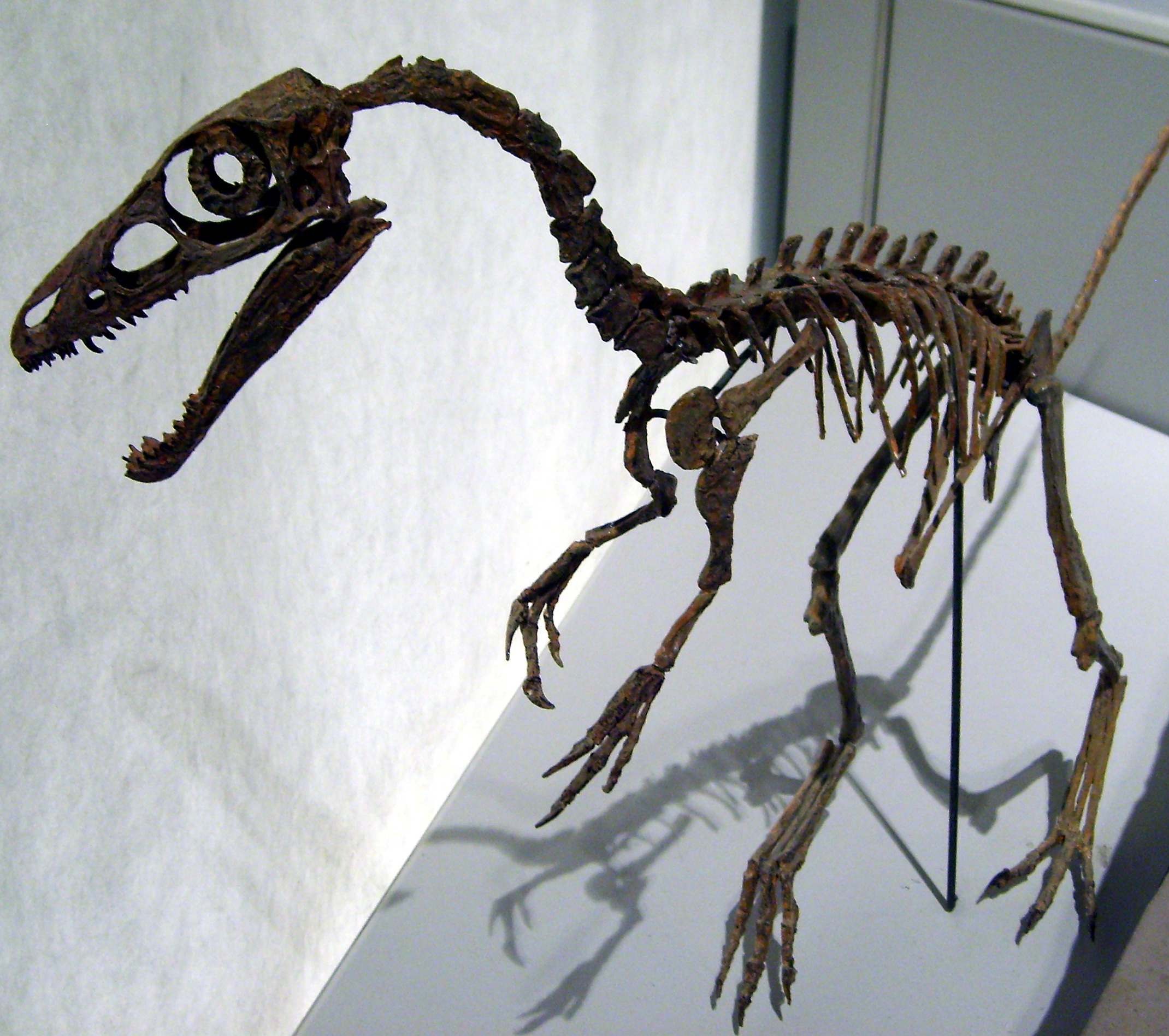
전체골격
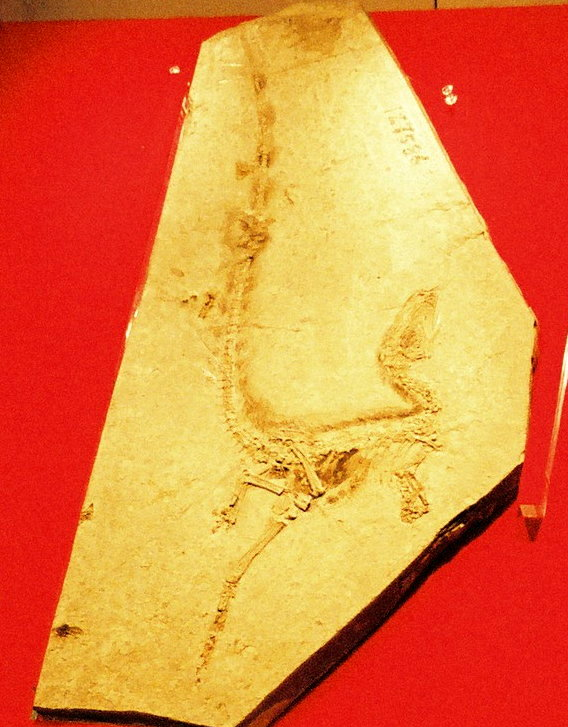
화석1
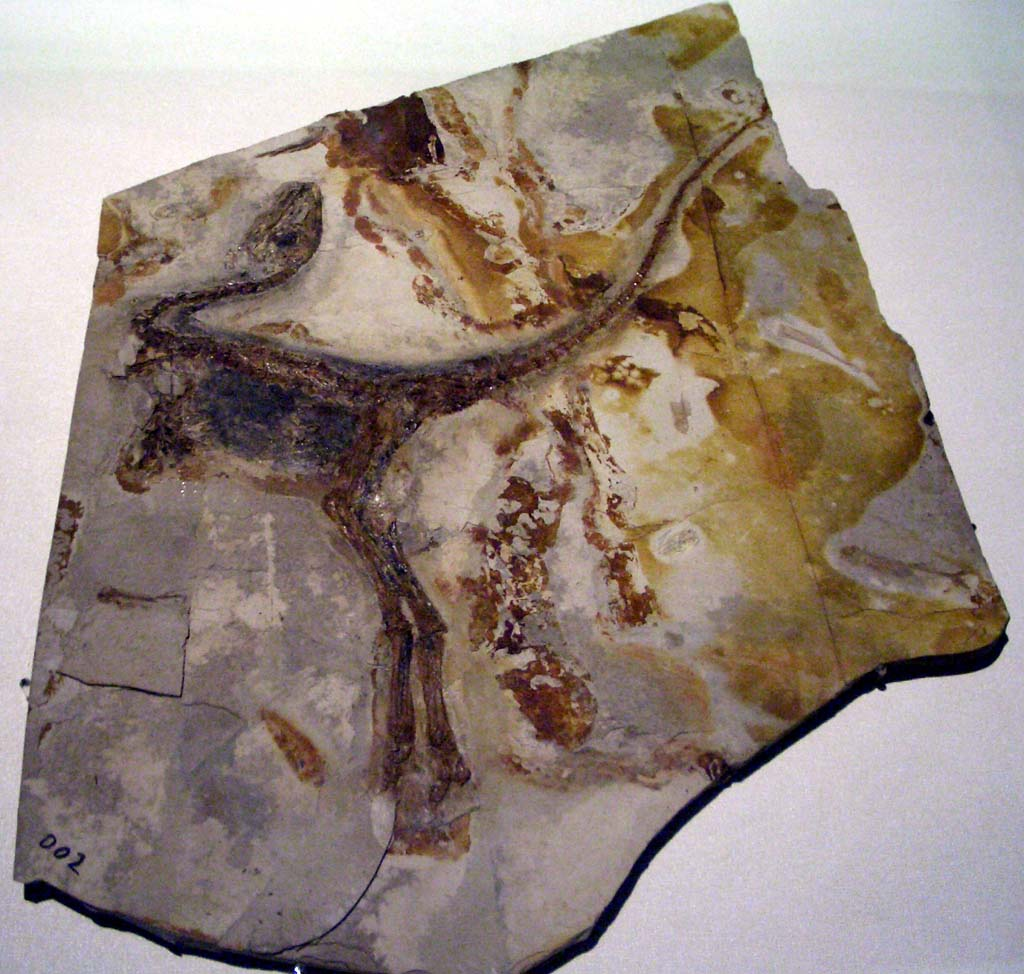
화석2